# 2001 w muzyce
Wydarzenia muzyczne w 2001 roku.

## Wydarzenia
- 17 stycznia – basista Jason Newsted po 14 latach opuścił zespół Metallica
- Sierpień – reaktywacja grupy Ira
- 11 września – powstał zespół My Chemical Romance
- 19 września – koncert Toma Jonesa we wrocławskiej Hali Ludowej
- 20 października – zespół Lombard zagrał jubileuszowy koncert w Studiu Trójki im. Agnieszki Osieckiej na 20-lecie działalności grupy. Zarejestrowany materiał został wydany w 2002 roku na płycie 20 lat – koncert przeżyj to sam.
- 23 października – Firma Apple zaprezentowała przenośny odtwarzacz multimedialny iPod
- 30 października – Michael Jackson wydał swój ostatni album studyjny w karierze – Invincible.
- 16 grudnia – koncert Tori Amos w Studiu Trójki im. Agnieszki Osieckiej
- Powstała supergrupa Spys4Darwin
- Powstał zespół Tokio Hotel
- Powstał rosyjski zespół muzyczny St. Petersburg Ska-Jazz Review
- Powstał rosyjski zespół muzyczny Billy’s Band

## Urodzili się
- 1 stycznia
  - Winter, południowokoreańska piosenkarka i tancerka, członkini zespołu Aespa
  - Rhove, włoski raper
- 4 stycznia
  - Bryska, polska piosenkarka, autorka tekstów i kompozytorka
  - Lola Young, brytyjska piosenkarka i autorka tekstów
- 17 stycznia – Ángela Vázquez, meksykańska wokalistka zespołu Vázquez Sounds
- 18 stycznia – Thomas Raggi, włoski gitarzysta zespołu Måneskin
- 19 stycznia – Eliza McLamb, amerykańska piosenkarka, autorka tekstów i muzyk
- 21 stycznia – Griff, brytyjska piosenkarka i autorka tekstów
- 25 stycznia
  - Michela Pace, maltańska piosenkarka
  - Annika Wickihalder, szwedzka piosenkarka pochodzenia szwajcarskiego
- 8 lutego – Jxdn, właśc. Jaden Hossler, amerykański piosenkarz i autor tekstów
- 14 lutego – Lia Larsson, szwedzka piosenkarka i influencerka
- 1 marca – Hubert., właśc. Hubert Dorosz, polski raper, piosenkarz i autor tekstów
- 3 marca – Jvke, właśc. Jacob Dodge Lawson, amerykański piosenkarz, autor tekstów, kompozytor i osobowość internetowa
- 8 marca – Jay Chang, amerykański piosenkarz, członek zespołów One Pact i B.D.U
- 9 marca – Jeon So-mi, kanadyjsko-południowokoreańska piosenkarka
- 14 marca – Adam Woods, szwedzki piosenkarz i autor tekstów
- 17 marca – Thasup, włoski raper, piosenkarz i producent muzyczny
- 18 marca – Filip Baloš, serbski piosenkarz i autor tekstów
- 4 kwietnia – Pommelien Thijs, belgijska aktorka i piosenkarka
- 10 kwietnia
  - Noa Kirel, izraelska piosenkarka, tancerka, prezenterka telewizyjna i modelka
  - Angelina Mango, włoska piosenkarka i autorka tekstów
- 17 kwietnia – Ryujin, południowokoreańska raperka, piosenkarka i tancerka, członkini zespołu Itzy
- 18 kwietnia – PinkPantheress, brytyjska piosenkarka i producentka muzyczna
- 22 kwietnia – Chiara D’Amico, niemiecka piosenkarka
- 24 kwietnia – Monaleo, właśc. Leondra Roshawn Gay, amerykańska raperka, piosenkarka i autorka tekstów
- 29 kwietnia – JJ, właśc. Johannes Pietsch, austriacki piosenkarz i autor tekstów
- 2 maja – Paula Hartmann, niemiecka aktorka i piosenkarka
- 5 maja – Olly, włoski raper i piosenkarz
- 7 maja – Leon Faun, włoski raper i aktor
- 9 maja – Artur Sikorski, polski piosenkarz i aktor
- 17 maja – AJ Mitchell, amerykański piosenkarz i autor tekstów
- 19 maja – Breskvica, serbska piosenkarka i raperka
- 21 maja – Paula Dalla Corte, szwajcarska piosenkarka
- 27 maja – Brunette, właśc. Elen Jeremian, armeńska piosenkarka i autorka tekstów
- 28 maja – YTB Fatt, właśc. Cavon Deshawn Paige, amerykański raper, piosenkarz i autor tekstów
- 5 czerwca – Chaeryeong, południowokoreańska piosenkarka, raperka i tancerka, członkini zespołu Itzy
- 16 czerwca – T-Low, niemiecki raper
- 18 czerwca – Sampagne, niemiecki raper
- 6 lipca – Marie Wegener, niemiecka piosenkarka
- 26 lipca – Kanita, północnomacedońska piosenkarka
- 29 lipca – Nova Miller, szwedzka piosenkarka, gitarzystka i tancerka
- 1 sierpnia – Park Si-eun, południowokoreańska piosenkarka i aktorka, członkini zespołu StayC
- 10 sierpnia – Issi, islandzki raper
- 12 sierpnia – Dixie D’Amelio, amerykańska osobowość internetowa i piosenkarka
- 8 września – Remo Forrer, szwajcarski piosenkarz
- 18 września – Darkoo, właśc. Oluwafisayo Isa, brytyjsko-nigeryjski raper i piosenkarz
- 29 września – Vilhelm Buchaus, szwedzki piosenkarz i autor tekstów
- 4 października – Moliy, właśc. Moliy Ama Montgomery, ghańsko-amerykańska piosenkarka i autorka tekstów
- 8 października – Huh Yun-jin, południowokoreańsko-amerykańska piosenkarka, autorka tekstów i producentka muzyczna, członkini zespołu Le Sserafim
- 13 października – Caleb McLaughlin, amerykański aktor i piosenkarz
- 18 października – Luana Persíncula, urugwajska piosenkarka i prezenterka telewizyjna
- 22 października – Jo Yu-ri, południowokoreańsa piosenkarka i aktorka
- 22 listopada – Sobel, właśc. Szymon Sobel, polski piosenkarz, raper, autor tekstów, kompozytor i producent muzyczny
- 29 listopada – Oliwka Brazil, właśc. Oliwia Bartosiewicz, polska raperka i piosenkarka
- 4 grudnia – Grentperez, australijski piosenkarz i autor tekstów
- 12 grudnia – Íñigo Quintero, hiszpański piosenkarz i kompozytor
- 15 grudnia – Diljá, islandzka piosenkarka
- 16 grudnia – Kai Cenat, amerykański internetowy streamer, osobowość Youtube i raper
- 17 grudnia – Palion, polski youtuber, osobowość internetowa i piosenkarz
- 18 grudnia – Billie Eilish, amerykańska piosenkarka i autorka tekstów
- 30 grudnia – Daniil, islandzko-rosyjski raper

## Zmarli
- 4 stycznia – Les Brown, amerykański muzyk jazzowy; klarnecista, saksofonista, kompozytor i aktor (ur. 1912)
- 6 stycznia – Jacek Olter, polski muzyk jazzowy, perkusista (ur. 1972)
- 7 stycznia – Stanisław Steczkowski, polski dyrygent, twórca chórów, pedagog (ur. 1935)
- 11 stycznia – Jarema Junosza-Stępowski, polski aktor i piosenkarz (ur. 1925)
- 28 stycznia – Adam Szybowski, polski śpiewak operowy (baryton), pedagog (ur. 1923)
- 30 stycznia – Edmund Fetting, polski aktor i piosenkarz (ur. 1927)
- 4 lutego
  - Raimo Kangro, estoński kompozytor i pedagog (ur. 1949)
  - Iannis Xenakis, grecki kompozytor muzyki współczesnej, architekt (ur. 1922)
- 10 lutego – Stefan Wicik, polski śpiewak (tenor) (ur. 1924)
- 19 lutego – Charles Trenet, francuski piosenkarz, kompozytor i autor tekstów (ur. 1913)
- 7 marca – Paolo Silveri, włoski śpiewak operowy (baryton) (ur. 1913)
- 17 marca – Janusz Zabiegliński, polski saksofonista (altowy) i klarnecista jazzowy, kompozytor, aranżer, lider zespołów jazzowych (ur. 1934)
- 21 marca – Jay Cameron, amerykański saksofonista i klarnecista jazzowy, kompozytor (ur. 1928)
- 29 marca – John Lewis, amerykański pianista jazzowy i kompozytor (ur. 1920)
- 9 kwietnia – Graziella Sciutti, włoska śpiewaczka operowa (sopran) (ur. 1927)
- 12 kwietnia – Alberto Erede, włoski dyrygent (ur. 1909)
- 15 kwietnia – Joey Ramone, amerykański wokalista, muzyk zespołu punkrockowego Ramones (ur. 1951)
- 19 kwietnia – Edith Picht-Axenfeld, niemiecka pianistka i klawesynistka; laureatka VI nagrody na III Międzynarodowym Konkursie Pianistycznym im. Fryderyka Chopina (ur. 1914)
- 20 kwietnia – Giuseppe Sinopoli, włoski kompozytor i dyrygent (ur. 1946)
- 12 maja – Perry Como, amerykański piosenkarz pochodzenia włoskiego, osobowość telewizyjna (ur. 1912)
- 17 maja – Ikuma Dan, japoński kompozytor muzyki poważnej (ur. 1924)
- 20 maja – Renato Carosone, włoski pianista, piosenkarz i kompozytor (ur. 1920)
- 6 czerwca – Douglas Lilburn, nowozelandzki kompozytor (ur. 1915)
- 15 czerwca – Julius Juzeliūnas, litewski kompozytor (ur. 1916)
- 20 czerwca – Ernest Bour, francuski dyrygent (ur. 1913)
- 21 czerwca – John Lee Hooker, amerykański muzyk bluesowy (ur. 1917)
- 26 czerwca – Gina Cigna, francuska śpiewaczka pochodzenia włoskiego (sopran) (ur. 1900)
- 30 czerwca
  - Chet Atkins, amerykański piosenkarz country (ur. 1924)
  - Joe Henderson, amerykański saksofonista tenorowy (ur. 1937)
- 1 lipca – Halina Czerny-Stefańska, polska pianistka (ur. 1922)
- 4 lipca – Henryk Debich, polski dyrygent i kompozytor, także aranżer i pedagog (ur. 1921)
- 7 lipca – Fred Neil, amerykański twórca piosenki autorskiej, piosenkarz, gitarzysta, kompozytor i autor tekstów (ur. 1936)
- 27 lipca – Leon Wilkeson, amerykański muzyk rockowy, basista southern-rockowego zespołu Lynyrd Skynyrd (ur. 1952)
- 30 lipca – Irina Zaricka, radziecka pianistka pochodzenia ukraińskiego (ur. 1939)
- 3 sierpnia – Stefan Rachoń, polski dyrygent i skrzypek (ur. 1906)
- 19 sierpnia – Betty Everett, afroamerykańska pianistka i wokalistka R&B (ur. 1939)
- 25 sierpnia – Aaliyah, amerykańska piosenkarka i aktorka (ur. 1979)
- 27 sierpnia – Witold Krzemieński, polski dyrygent, kompozytor i pedagog (ur. 1909)
- 7 września
  - Igor Buketoff, amerykański dyrygent, aranżer i pedagog (ur. 1915)
  - Lukë Kaçaj, albański śpiewak operowy (bas) (ur. 1926)
- 22 września – Isaac Stern, amerykański wirtuoz skrzypiec pochodzenia żydowskiego (ur. 1920)
- 3 października – Tullio Pane, włoski piosenkarz (ur. 1926)
- 12 października – Witold Szalonek, polski kompozytor (ur. 1927)
- 16 października – Etta Jones, amerykańska wokalistka jazzowa (ur. 1928)
- 18 października – János Kulka, węgierski dyrygent (ur. 1929)
- 30 października – Yoritsune Matsudaira, japoński kompozytor (ur. 1907)
- 16 listopada – Tommy Flanagan, amerykański pianista jazzowy, kompozytor; muzyk znany z akompaniowania Elli Fitzgerald (ur. 1930)
- 17 listopada
  - Czesław Halski, polski poeta, pisarz, spiker radiowy, krytyk muzyczny, kompozytor, biograf (ur. 1908)
  - Michael Karoli, niemiecki gitarzysta i kompozytor, przedstawiciel krautrocka (ur. 1948)
- 19 listopada – Halina Mickiewiczówna, polska śpiewaczka operowa i operetkowa (sopran koloraturowy) (ur. 1923)
- 22 listopada
  - Norman Granz, amerykański impresario jazzowy, producent muzyczny, twórca Jazz at the Philharmonic (ur. 1918)
  - Stanisław Zybowski, polski gitarzysta rockowy, kompozytor (ur. 1953)
- 24 listopada – Melanie Thornton, amerykańska piosenkarka z duetu La Bouche (ur. 1967)
- 29 listopada – George Harrison, angielski muzyk, członek The Beatles (ur. 1943)
- 13 grudnia – Chuck Schuldiner, amerykański gitarzysta i wokalista, leader zespołów Death i Contol Denied (ur. 1967)
- 17 grudnia – Martha Mödl, niemiecka śpiewaczka operowa (sopran) (ur. 1912)
- 18 grudnia – Gilbert Bécaud, francuski piosenkarz, kompozytor i aktor (ur. 1927)
- 22 grudnia
  - Grzegorz Ciechowski, polski muzyk rockowy, lider zespołu Republika (ur. 1957)
  - Jan Malinowski, polski dyrygent, działacz muzyczny i pedagog (ur. 1915)
- 25 grudnia – Kazimierz Łabudź, polski śpiewak (ur. 1909)
- 29 grudnia – Florian Fricke, niemiecki pianista i kompozytor, twórca zespołu Popol Vuh (ur. 1944)

Data dzienna nieznana
- Kristaq Paspali, albański śpiewak operowy (tenor) (ur. 1926)

## Albumy
Treść tej sekcji należy opracować w taki sposób, aby nie uwypuklała nadmiernie polskiej specyfiki / aby nie zawężała się tylko do polskich warunków
 Po wyeliminowaniu niedoskonałości należy usunąć szablon {{Dopracować}} z tej sekcji.
polskie
- Płyta pilśniowa – Afro Kolektyw
- Fetish – Artrosis
- In Nomine Noctis – Artrosis
- Koncert w Trójce – Artrosis
- The Best of... – Bank
- Gdzie mieszka czas – Bank
- Kuciland – Blenders
- Patataj – Brathanki
- W moich ramionach – Nick Cave i przyjaciele
- Spodchmurykapelusza – Czesław Niemen
- Coś z Odysa – Eleni
- Atomowe zabawki – Farben Lehre
- Fiolka – Fiolka
- Złota kolekcja: Klub wesołego szampana – Formacja Nieżywych Schabuff
- Nasze jest królestwo… – Frontside
- Gitarą i piórem – różni wykonawcy
- Wszyscy zaczynamy od zera – Hetman
- [sic!] – Hey
- Dwadzieścia (5) lat później – Jacek Kaczmarski
- Melodie Kurta Weill’a i coś ponadto – Kazik Staszewski
- O miłości i wolności – Kobranocka
- Manipulator – Władysław Komendarek
- Salon Recreativo – Kult
- Bestseller – Liroy
- Koniec żartów – Łona
- Hotel Nirwana – Maanam
- 1984 Koncert – Moskwa
- Mrok – O.N.A.
- Masz to jak w banku – O.S.T.R.
- Co na to ludzie – Oddział Zamknięty
- The Best Of... – One Million Bulgarians
- Przede wszystkim muzyki – Paprika Korps
- Żoliborz - Mokotów – Partia
- Marchef w butonierce – Pidżama Porno
- Razem – Pod Budą
- Blizna – Renata Przemyk
- Live – Rejestracja
- Yugoton – różni wykonawcy
- Zanim będziesz u brzegu – Jerzy Satanowski, Hanna Banaszak, Mirosław Czyżykiewicz
- Na legalu? – Slums Attack
- Smolik – Andrzej Smolik
- Mów do mnie jeszcze – Justyna Steczkowska
- Szpal – Sztywny Pal Azji
- Dni wiatru – Ścianka
- Śmierć Kliniczna 1982–1984 – Śmierć Kliniczna
- Złe misie – Świetliki
- Awatar – Turbo
- Udar – Urszula
- Płyta z muzyką – Voo Voo
- Akt I – Zabili Mi Żółwia

zagraniczne
- Aura – Asia
- The Hits: Chapter One – Backstreet Boys
- Britney – Britney Spears
- Aaliyah – Aaliyah
- Freak of Nature – Anastacia
- Sounding the Seventh Trumpet – Avenged Sevenfold
- Vespertine – Björk
- The Spirit Room – Michelle Branch
- Green Eyed Soul – Sarah Connor
- Exciter – Depeche Mode
- The Singles (81–98) – Depeche Mode
- The Great Depression – DMX
- The 24th Letter – DMX
- Scream If You Wanna Go Faster – Geri Halliwell
- Live 1961–2000: Thirty-Nine Years of Great Concert Performances – Bob Dylan
- Love and Theft – Bob Dylan
- Mandrake – Edguy
- Prometheus - The Discipline of Fire & Demise – Emperor
- Scorpion – Eve
- Ten New Songs – Leonard Cohen
- The Record Only Water for Ten Days – John Frusciante
- The Argument – Fugazi
- Gorillaz – Gorillaz
- Josh Groban – Josh Groban
- Deep Shadows and Brilliant Highlights – HIM
- Natural History – I Am Kloot
- Invincible – Michael Jackson
- Iowa – Slipknot
- Kiss tha Game Goodbye – Jadakiss
- A Funk Odyssey – Jamiroquai
- Songs from the West Coast – Elton John
- Prologue – Elton John
- Nedmaneh – Najwa Karam
- Quiet Is the New Loud – Kings of Convenience
- J. Lo – Jennifer Lopez
- GHV2: Greatest Hits Volume 2 – Madonna
- Meltdown – Massacre
- Smoke Signals – Matching Mole
- Fever – Kylie Minogue
- The National – The National
- A Sun That Never Sets – Neurosis
- Get Ready – New Order
- Silver Side Up – Nickelback
- Ego – Oomph!
- Satellite – P.O.D.
- M!ssundaztood – P!nk
- Echoes: The Best of Pink Floyd – Pink Floyd
- We Will Rock You wyd. USA – Queen
- Amnesiac – Radiohead
- Mutter – Rammstein
- Room Service – Roxette
- Ryde or Die Vol. 3 – Ruff Ryders
- Acoustica – Scorpions
- God Hates Us All – Slayer
- Britney – Britney Spears
- Firestarr – Fredro Starr
- …All This Time – Sting
- Toxicity – System of a Down
- Shameless – Therapy?
- Bells of Doom – Therion
- Secret of the Runes – Therion
- Lateralus – Tool
- Terria – Devin Townsend
- Phosphor – Unheilig
- Distance – Hikaru Utada
- Apocalicious – Victims Family
- Voodoo Child: The Jimi Hendrix Collection – Jimi Hendrix

## Przeboje
polskie
- „Egoiści” – Edyta Bartosiewicz i Agressiva 69
- „Opowieść” – Edyta Bartosiewicz
- „Espaniol” – Blue Café
- „W kinie, w Lublinie kochaj mnie” – Brathanki
- „Za wielkim morzem ty” – Brathanki
- „Maj” – Varius Manx
- „Głośny śmiech” – Fiolka
- „Tylko ty” – Golec uOrkiestra
- „Mój Przyjacielu” – Krzysztof Krawczyk & Goran Bregović
- „Modlitwa o złoty deszcz” – Bajm
- „Powiedz” – Ich Troje
- „Malcziki” – Yugoton & Kazik
- „Rzadko widuje Cię z dziewczętami” – Yugoton, Nosowska & Kukiz
- „Klub Samotnych Serc” – Urszula
- „Piesek twist” – Urszula
- „Niekochana” – O.N.A.
- „Nie, nie, nie” – T.Love
- „Przyjaciel od zaraz” – Kaja Paschalska
- „Nic o mnie nie wiecie” – Reni Jusis
- „Nigdy Ciebie nie zapomnę” – Reni Jusis
- „Punkt G” – Blenders
- „Brooklyńska Rada Żydów” – Kult

zagraniczne
- „I (Would) Die for You” – Antique
- „There You’ll Be” – Faith Hill
- „Castles in the Sky” – Ian Van Dahl feat. Marsha
- „Irresistible” – Jessica Simpson
- „The Centre of My Heart” – Roxette
- „Real Sugar” – Roxette
- „Milk and Toast & Honey” – Roxette
- „Clint Eastwood” – Gorillaz
- „Piú Che Puoi” – Eros Ramazzotti feat. Cher
- „Can’t Get You Out of My Head” – Kylie Minogue
- „I Need You” – LeAnn Rimes
- „Miss California” – Dante Thomas featuring Pras Michel
- „Imitation of Life” – R.E.M.
- „All the Way to Reno” – R.E.M.
- „Dream On” – Depeche Mode
- „Chillin” – Modjo
- „What I Mean” – Modjo
- „Whole Again” – Atomic Kitten
- „Freelove” – Depeche Mode
- „Eternal Flame” – Atomic Kitten
- „Before You Love Me” – Alsou
- „Sweey Baby” – Macy Gray
- „Nobody Wants to Be Lonely” – Ricky Martin featuring Christina Aguilera
- „Jaded” – Aerosmith
- „The Call” – Backstreet Boys
- „What It Feels Like for a Girl” – Madonna
- „Thunderpuss GHV2 Megamix” – Madonna
- „Maybe” – Brainstorm
- „Survivor” – Destiny’s Child
- „Bootylicious” – Destiny’s Child
- „Emotion” – Destiny’s Child
- „It Wasn’t Me” – Shaggy
- „Angel” – Shaggy featuring Rayvon
- „What Took You So Long?” – Emma Bunton
- „It’s Raining Men” – Geri Halliwell
- „Scream If You Wanna Go Faster” – Geri Halliwell
- „Don’t Let Me Be the Last to Know” – Britney Spears
- „I’m a Slave for You” – Britney Spears
- „Lady Marmalade” – Christina Aguilera, Mýa, Lil’ Kim, Pink
- „Butterfly” – Crazy Town
- „All for You” – Janet Jackson
- „Someone to Call My Lover” – Janet Jackson
- „Play” – Jennifer Lopez
- „Everywhere” – Michelle Branch
- „I’m Real (Murder Remix)” – Jennifer Lopez featuring Ja Rule
- „Love Don’t Cost a Thing” – Jennifer Lopez
- „Ain’t It Funny?” – Jennifer Lopez
- „Take Me Home” – Sophie Ellis-Bextor
- „Uptown Girl” – Westlife
- „Let’s Get Back to Bed – Boy!” – Sarah Connor featuring TQ
- „French Kissing – Sarah Connor
- „Turn Off the Light” – Nelly Furtado
- „How You Remind Me” – Nickelback
- „Out of Control (Back for More)” – Darude
- „Little L” – Jamiroquai
- „Dream to Me” – Dario G
- „Say What’s on Your Mind” – Dario G
- „Let’s Dance” – Five
- „The Music Turns Me On” – Bass Bumpers
- „Sing” – Travis
- „Follow Me” – Uncle Cracker
- „Daylight in Your Eyes” – No Angels
- „Rivers of Joy” – No Angels
- „Don’t Stop Moving” – S Club 7
- „Come Along” – Titiyo
- „I’m a Believer” – Smash Mouth
- „One More Time” – Daft Punk
- „Aerodynamic” – Daft Punk
- „Digital Love” – Daft Punk
- „Another Chance” – Roger Sanchez
- „Lovin’ Each Day” – Ronan Keating
- „Hanging By A Moment” – Lifehouse
- „Teenage Dirtbag” – Wheatus
- „You Rock My World” – Michael Jackson
- „The Music’s No Good Without You” – Cher
- „The Road to Mandalay” – Robbie Williams
- „XX” – Mushroomhead
- „Get the Party Stared” – P!nk

## Muzyka poważna

### Kompozycje
- Lukas Foss – Symphonic Fantasy
- Julian Gembalski – Messe de Saint Robert[1]

### Wydarzenia
- 11. Międzynarodowy Konkurs Pianistyczny im. Van Cliburna

## Nagrody
- Fryderyki 2001[2]
- Konkurs Piosenki Eurowizji 2001
  - „Everybody”, Tanel Padar, Dave Benton i 2XL
- 11 września – ogłoszenie zwycięzcy nagrody Technics Mercury Music Prize 2001 – PJ Harvey za album Stories from the City, Stories from the Sea[3]
- 23 listopada – Grand Prix Jazz Melomani 2001, Łódź, Polska